# Regeneron Pharmaceuticals
Regeneron Pharmaceuticals — фармацевтическая компания со штаб-квартирой в Тарритауне (штат Нью-Йорк), США). В списке крупнейших публичных компаний мира Forbes Global 2000 за 2021 год Regeneron Pharmaceuticals заняла 556-е место (1188-е по обороту, 181-е по чистой прибыли, 1597-е по активам и 313-е по рыночной капитализации.

## История
Компания была основана в 1988 году Леонардом Шляйфером (Leonard S. Schleifer), стартовый капитал в 1 млн долларов обеспечил отдел венчурного финансирования Merrill Lynch. Научно-исследовательскую лаборатория компании возглавил Джордж Янкопулос. После неудачи с первым препаратом компании, который не прошёл клинические испытания, в качестве председателя совета директоров Regeneron Pharmaceuticals был приглашён Рой Вагелос, до этого возглавлявший Мерк и Ко. С 2007 года в разработки компании начала инвестировать французская компания Sanofi. Первым успешным препаратом стал Эйлеа (афлиберцепт) для лечения возрастной макулярной дегенерации; он был выпущен на рынок в 2011 году, спустя 23 года после основания компании, однако уже на второй год его продажи превысили 1 млрд долларов.

## Деятельность
Производственные мощности находятся в США (штат Нью-Йорк, округ Ренселер) и Ирландии (Лимерик). Около половины продаж приходится на двух оптовых торговцев медикаментами, AmerisourceBergen и McKesson; в 2021 году 43 % продаж пришлось на правительство США (вакцина Regen-Cov); продажи вне США осуществляют компании-партнёры — Sanofi, Bayer, Roche Holding.
Основные препараты по объёму продаж в 2021 году:
- Эйлеа (афлиберцепт) — для лечения возрастной макулярной дегенерации, $9,38 млрд,
- Regen-Cov (Казиривимаб/имдевимаб) — для защиты от COVID-19, $7,57 млрд,
- Дупиксент (дупилумаб) — противоаллергическое средство, $6,20 млрд.

## Дочерние компании
Основные дочерние компании по состоянию на 2021 год:
- Eastside Campus Holdings LLC (Нью-Йорк)
- Loop Road Holdings LLC (Нью-Йорк)
- Old Saw Mill Holdings LLC (Нью-Йорк)
- OSMR Holdings (Бермудские острова)

Regeneron Assurance, Inc. (Нью-Йорк)
- Regeneron Atlantic Holdings (Бермудские острова)
- Regeneron Belgium BV (Бельгия)
- Regeneron Canada Company (Канада)
- Regeneron Capital International B.V. (Нидерланды)
- Regeneron Genetics Center LLC (Делавэр)
- Regeneron GmbH (Германия)
- Regeneron Healthcare Solutions, Inc. (Нью-Йорк)
- Regeneron International Holdings LLC (Делавэр)
- Regeneron International Limited (Ирландия)
- Regeneron Ireland Holdings Unlimited Company (Ирландия)
- Regeneron Ireland Designated Activity Company (Ирландия)
- Regeneron NL B.V. (Нидерланды)
- Regeneron Spain, S.L.U. (Испания)
- Regeneron UK Limited (Великобритания)
- Rockwood Road Holdings LLC (Нью-Йорк)